# L is real 2401
L is real 2401 — городская легенда, связанная с компьютерной игрой Super Mario 64. Единственным её игровым персонажем является Марио, однако существовал распространённый слух о том, что после выполнения определённых действий разблокируется возможность игры за Луиджи. L is real 2401 называется разными изданиями «важной частью истории серии Super Mario», а также является одним из самых популярных видеоигровых мифов.

## История

Табличка с надписью

Super Mario 64 вышла в 1996 году. Об игре существовало много слухов, однако наиболее популярным являлась разблокировка Луиджи в качестве игрового персонажа. В 1996 году издание IGN предложило приз в размере 100 долларов тому, кто сможет открыть Луиджи, но это не дало результатов. Около замка принцессы Пич находится фонтан, на нём есть табличка с размытым текстом. Игроки посчитали, что на ней написано L is real 2401. Цифра, по их мнению, означала количество монет, которое нужно получить для открытия Луиджи, или количество кругов, пробегаемых вокруг фонтана. Ни одно из действий не дало результата.

## Решение
Nintendo опровергла скрытый смысл надписи в 1998 году, когда фанат получил письмо от компании, где говорилось о том, что программисты добавили текст в качестве шутки и он ничего не означает.
В июле 2020 года, через 24 года и 1 месяц после первоначального выпуска Super Mario 64, в файлах игры, слитых в сеть в ходе события, известного как Nintendo Gigaleak, были обнаружены неиспользованные ассеты Луиджи из удалённого многопользовательского режима.
Табличка появляется в игре The Legend of Zelda: Ocarina of Time. Издание Game Rant предположило, что она является общим ассетом для всех игр Nintendo.